# Nostromo

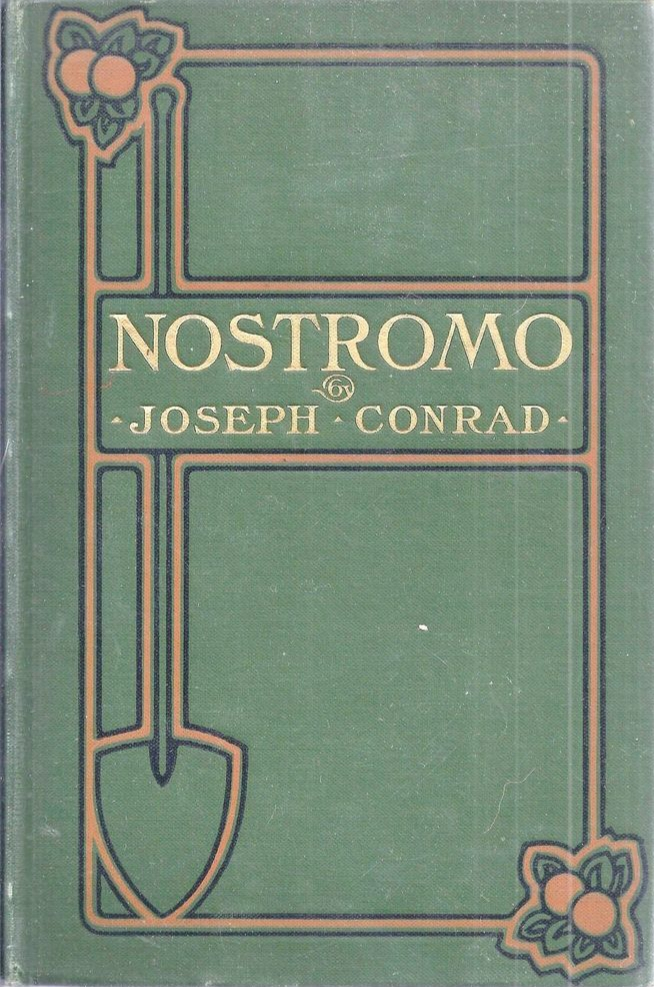
Eerste uitgave van Nostromo (1904)

Nostromo is een experimentele politieke roman uit 1904 van de Engelstalige schrijver Joseph Conrad, oorspronkelijk uitgebracht in twee delen. De laatste Nederlandse vertaling, uit 2006, is van Jan Pieter Van Der Sterre.

## Inhoud
Nostromo speelt zich af in de fictieve Zuid-Amerikaanse republiek 'Costaguana', waar voortdurend burgeroorlogen woeden en dictaturen elkaar afwisselen. Conrad geeft een complexe beschrijving van het land en de politieke ontwikkeling naar meer democratie, vanuit voortdurend verschuivende perspectieven. 
Als de westelijke provincie Sulaco zich probeert af te scheiden van Costaguana spitst de strijd zich op een gegeven moment toe op een belangrijke zilvermijn aldaar. Deze mijn wordt in hoofdzaak door Europeanen geleid. Diverse personen en partijen in binnen- en buitenland hebben belangen en worden door de situatie beïnvloed. De bevolking van Costaguana is verdeeld in sociale onderklassen (de indianen en de boeren) en een bovenklasse. Daar tussenin bewegen zich de revolutionaire strijders. De charismatische, in Sulaco gestrande Italiaanse dokwerker Nostromo heeft veel invloed op de onderklassen, maar leent zich vooral om via zijn invloed de belangen van de bovenklasse te behartigen. Uiteindelijk wordt hij noch door de ene, noch door de andere laag geaccepteerd. Puntje bij paaltje blijkt ook hij vooral te handelen vanuit eigenbelang, zoals eigenlijk iedereen in de roman.
Conrad verweeft in zijn boek grote vraagstukken met kleine, politieke gevechten met familieruzies, het mondiale met het intieme. Terwijl de wederwaardigheden van Nostromo worden beschreven en van een verscheidenheid aan mensen wier leven met dat van hem zijn verbonden, wordt duidelijk welke prijs de mensen betalen voor historische en politieke evolutie.

## Waardering
Nostromo was tijdens Conrads leven beduidend minder populair dan zijn op zee spelende romans, maar wordt tegenwoordig algemeen gezien als een van zijn meesterwerken. In 2002 werd het door de Zweedse Academie opgenomen in de lijst van belangrijkste boeken uit de wereldliteratuur.

## Trivia
- In 1991 was David Lean bezig met voorbereidingen om Nostromo te verfilmen, met Marlon Brando in de hoofdrol, maar nog tijdens deze voorbereidingen kwam hij te overlijden en het project werd afgeblazen. In 1997 werd een driedelige internationale televisieserie naar het boek gemaakt, met Colin Firth in de hoofdrol.
- Het commercieel ruimtevaartuig uit de film Alien van Ridley Scott draagt de naam Nostromo, naar het boek van Conrad. In het vervolg Aliens van James Cameron figureert een militair ruimtevaartuig met de naam Sulaco.